# Топливный насос высокого давления

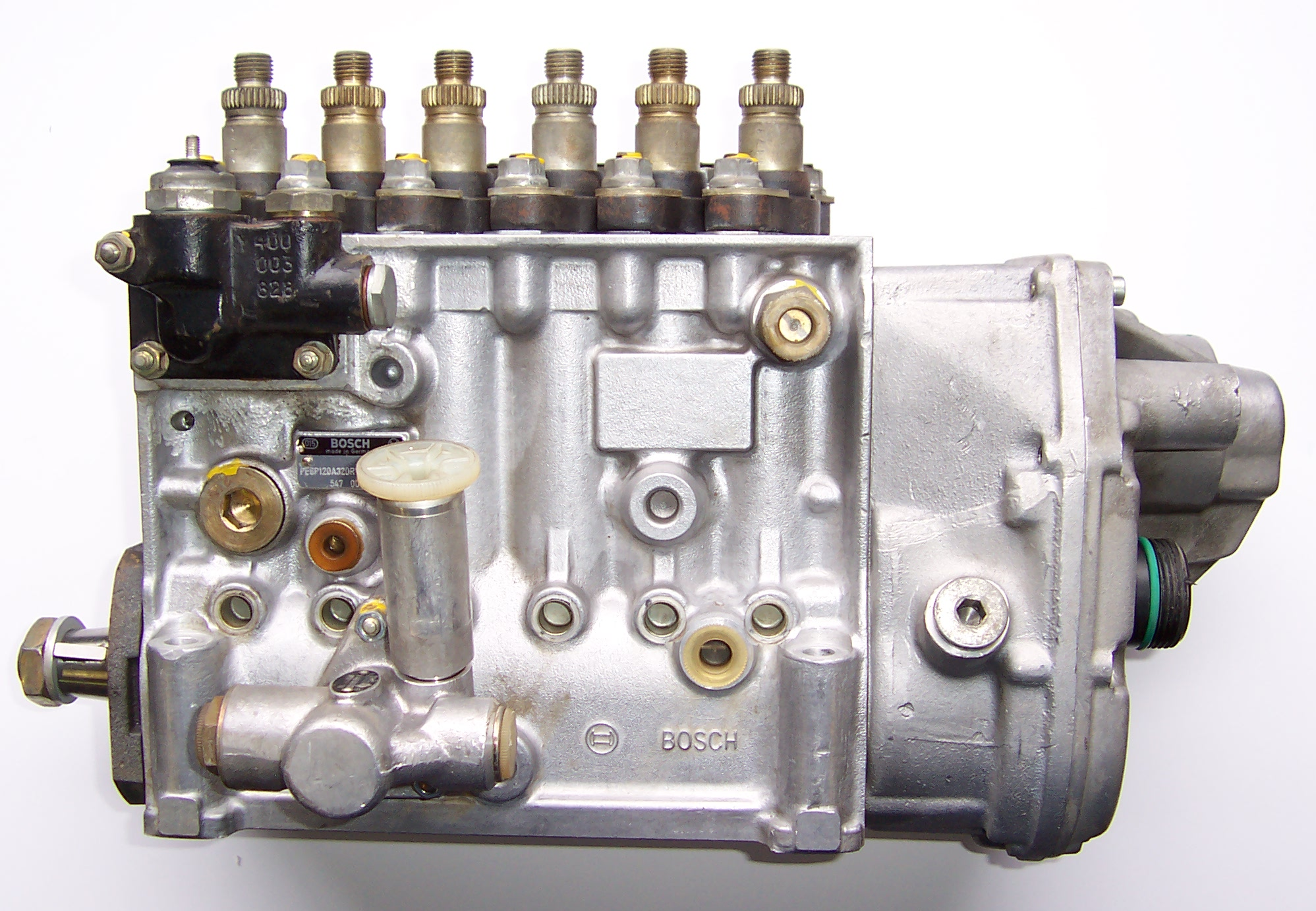
ТНВД секционного типа механической (не электронной) системы впрыска для 6-цилиндрового дизельного двигателя

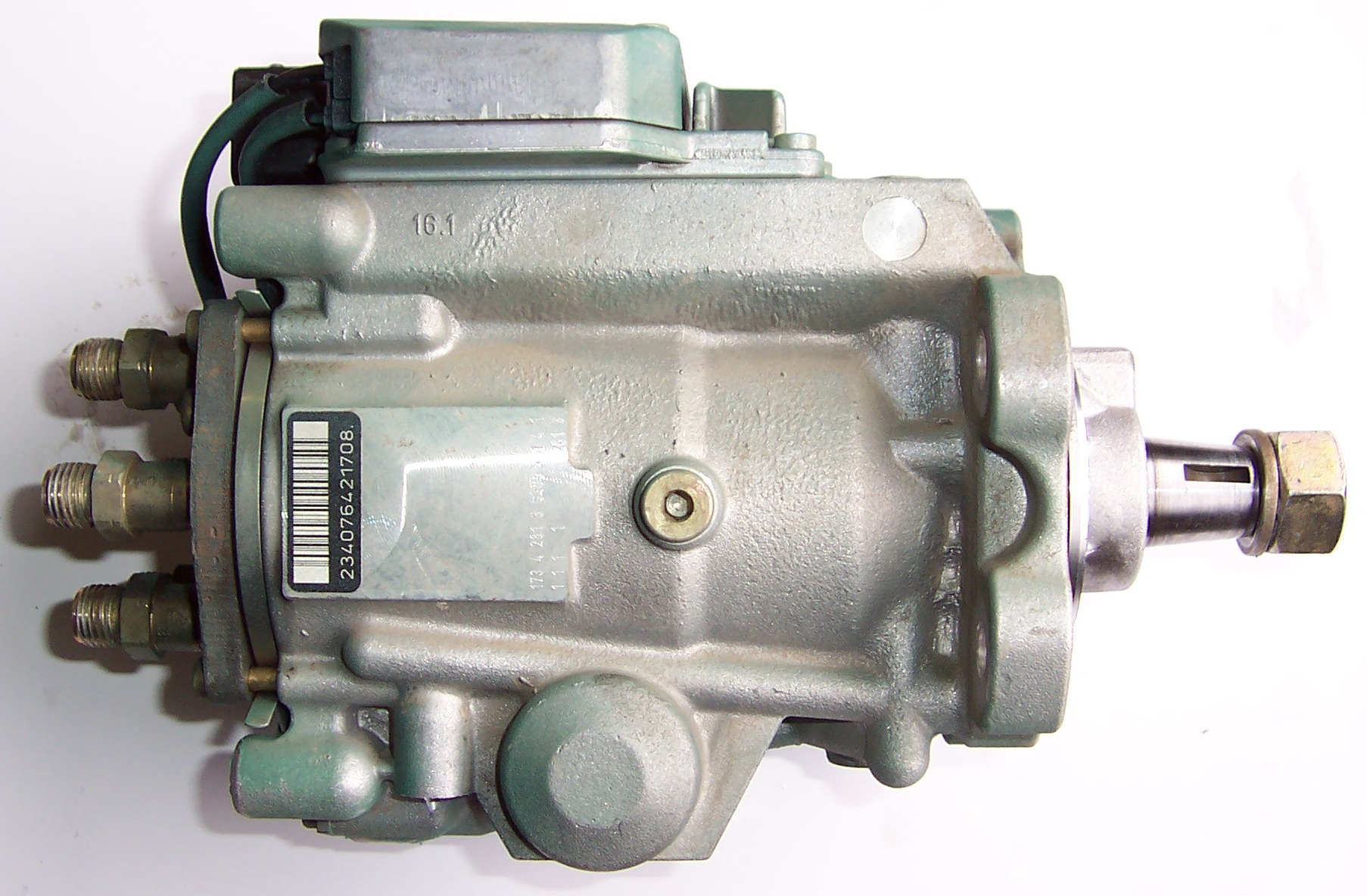
ТНВД распределительного типа электронно-управляемой системы впрыска дизельного двигателя

То́пливный насо́с высо́кого давле́ния (ТНВД) — неотъемлемый элемент любой системы непосредственного впрыска топлива, подающей топливо в цилиндр поршневого ДВС, например абсолютно всех дизельных двигателей. По смыслу своего названия ТНВД предназначены для создания в топливной магистрали высокого давления, которое по своей величине всегда должно быть гораздо больше давления в цилиндре двигателя, что необходимо для нормальной работы всех подобных систем впрыска топлива. Величина создаваемого давления — в диапазоне от 200 до 2000 бар. Конструктивно всегда является плунжерным насосом объёмного принципа работы с приводом от вращающихся элементов самого ДВС. Впервые построен и внедрён русским инженером Аршауловым Вадимом Павловичем.

## Назначение

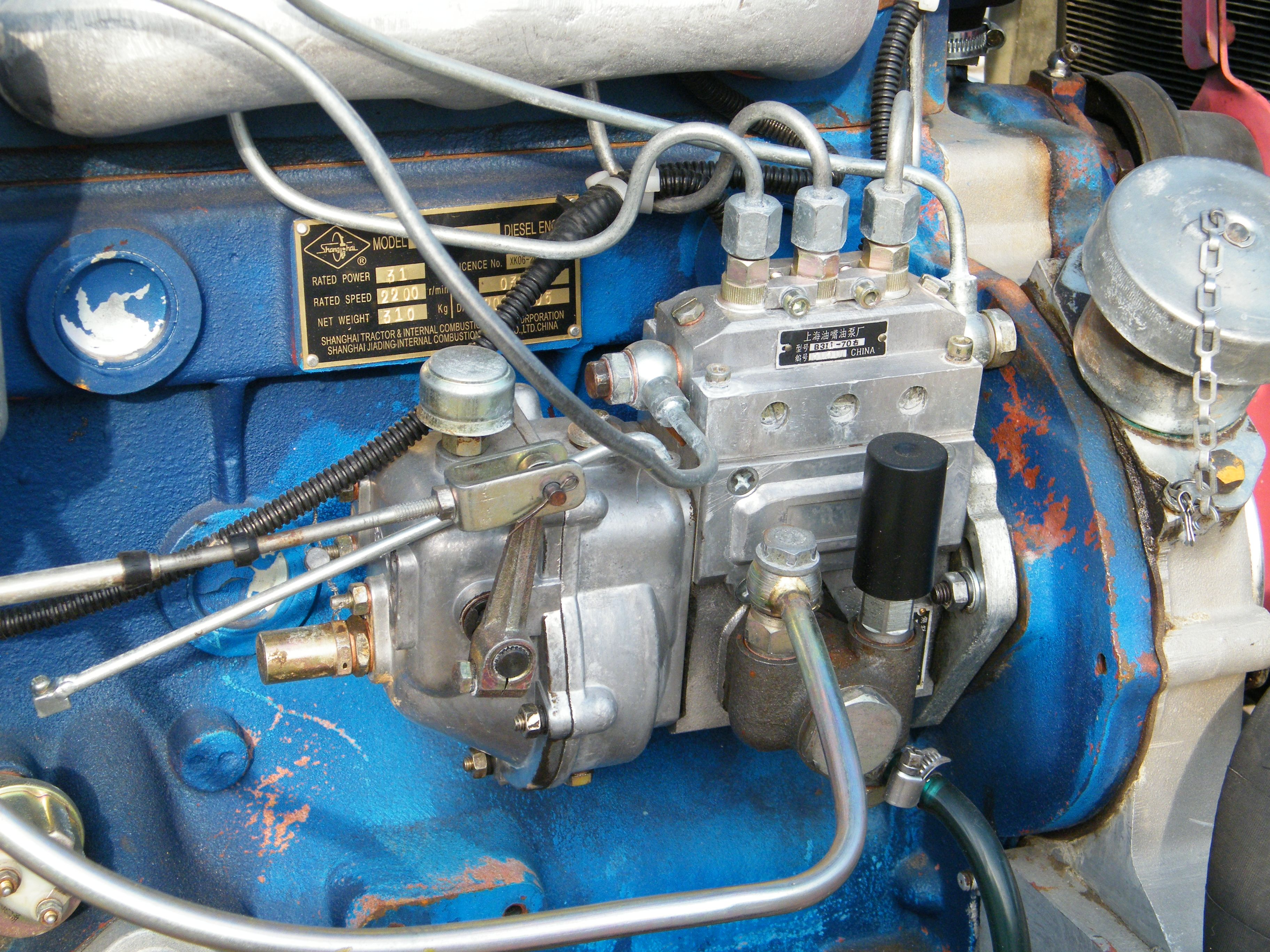
Топливный насос высокого давления (трёхцилиндровый дизельный двигатель, китайский трактор).

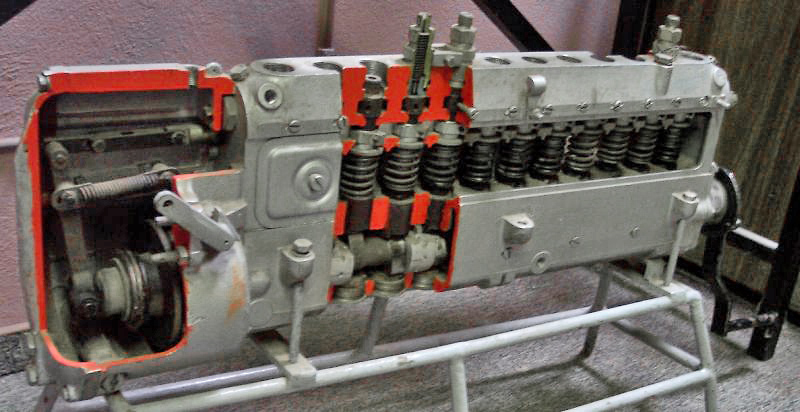
Топливный насос высокого давления 12-цилиндрового дизельного двигателя, в разрезе.

ТНВД предназначены для подачи в цилиндры под определенным давлением и в определенный момент цикла, точно отмеренных порций топлива, соответствующих данной нагрузке приложенной к коленчатому валу. По способу впрыска различают топливные насосы непосредственного действия и с аккумуляторным впрыском.
В топливном насосе непосредственного действия осуществляется механический привод плунжера и процессы нагнетания и впрыска протекают одновременно. В каждый цилиндр секция топливного насоса подает необходимую порцию топлива. Требуемое давление распыления создается движением плунжера насоса.
У топливного насоса с аккумуляторным впрыском привод рабочего плунжера осуществляется за счет сил давления сжатых газов в цилиндре двигателя или с помощью специальных пружин. На мощных тихоходных дизелях применяют аккумуляторные топливные насосы с гидравлическими аккумуляторами.
В системах с гидравлическими аккумуляторами процессы нагнетания и впрыска протекают раздельно. Предварительно топливо под высоким давлением нагнетается насосом в аккумулятор, из которого поступает к форсункам. Эта система обеспечивает качественное распыление и смесеобразование в широком диапазоне нагрузок дизеля, но из-за сложности конструкций такой насос широкого распространения не получил. Современные дизели используют технологию с управлением электромагнитными клапанами форсунок от микропроцессорного устройства (такое сочетание называется «common rail»).

## Разновидности
Топливные насосы высокого давления могут быть рядными, V-образными (многосекционными) и распределительными. В рядных ТНВД насосные секции располагаются друг за другом, и каждая подает топливо в определенный цилиндр двигателя. В распределительных ТНВД, которые бывают одноплунжерными и двухплунжерными, одна насосная секция подает топливо в несколько цилиндров двигателя.
Устройство распределительного ТНВД:
1. редукционный клапан;
2. всережимный регулятор;
3. дренажный штуцер;

Работа секции рядного ТНВД

4. корпус насосной секции высокого давления в сборе с плунжерной парой и нагнетательными клапанами;
5. топливоподкачивающий насос;
6. лючок регулятора опережения впрыска;
7. корпус ТНВД;
8. электромагнитный клапан выключения подачи топлива;
9. кулачково-роликовое устройство привода плунжера.

Подачу топлива из бака в ТНВД обеспечивает топливоподкачивающий насос (также называемый топливным насосом низкого давления, ТННД). Он повышает давление топлива на величину около 5 бар. Редукционный клапан поддерживает стабильное давление на входе в насосную секцию ТНВД, которая расположена в корпусе.
Плунжерная пара насосной секции представляет собой золотниковое устройство, регулирующее количество впрыскиваемого топлива и распределяющее его по цилиндрам дизеля в соответствии с порядком их работы. Всережимный регулятор (2) обеспечивает устойчивую работу дизеля в любом режиме, задаваемом водителем с помощью педали акселератора, и ограничивает максимальные обороты коленчатого вала, а регулятор опережения впрыска топлива (6) изменяет момент подачи топлива в цилиндры в зависимости от частоты вращения коленвала.
Топливоподкачивающий насос подает в ТНВД топливо в гораздо большем объёме, чем требуется для работы дизеля. Излишки возвращаются в бак через дренажный штуцер (3). Что касается электромагнитного клапана (8), то он предназначен для остановки дизеля. При повороте ключа в замке зажигания в положение «выключено» электромагнитный клапан перекрывает подачу топлива к плунжерной паре, а значит, и в цилиндры дизеля, это и требуется, чтобы заглушить силовой агрегат.
В зависимости от давления и продолжительности впрыска, а также от величины цикловой подачи топлива существуют следующие модели рядных ТНВД:
- М (4—6 цилиндров, давление впрыска до 550 бар)
- А (2—12 цилиндров, давление впрыска до 950 бар)
- P3000 (4—12 цилиндров, давление впрыска до 950 бар)
- P7100 (4—12 цилиндров, давление впрыска до 1200 бар)
- P8000 (6—12 цилиндров, давление впрыска до 1300 бар)
- P8500 (4—12 цилиндров, давление впрыска до 1300 бар)
- R (4—12 цилиндров, давление впрыска до 1150 бар)
- P10 (6—12 цилиндров, давление впрыска до 1200 бар)
- ZW (M) (4—12 цилиндров, давление впрыска до 950 бар)
- P9 (6—12 цилиндров, давление впрыска до 1200 бар)
- CW (6—10 цилиндров, давление впрыска до 1000 бар)
- H1000 (5—8 цилиндров, давление впрыска до 1350 бар)

## Общее устройство ТНВД
- Корпус.
- Крышки.
- Всережимный регулятор
- Муфта опережения впрыска.
- Подкачивающий насос.
- Кулачковый вал.
- Толкатели.
- Плунжеры с поводками или зубчатыми втулками,
- Гильзы плунжеров.
- Возвратные пружины плунжеров.
- Нагнетательные клапаны.
- Штуцеры.
- Рейка.

### Принцип действия ТНВД
Движение кулачковый вал получает через муфту опережения впрыска и зубчатую передачу от коленчатого вала. При вращении кулачкового вала кулачок набегает на толкатель и смещает его, а он в свою очередь, сжимая пружину, поднимает плунжер. При поднятии плунжера он вначале закрывает впускной канал, а затем начинает вытеснять топливо, находящееся над ним. Топливо вытесняется через нагнетательный клапан, открывшийся за счёт давления, и поступает к форсунке.
В момент движения плунжера вверх винтовой канал, находящийся на нём, совпадает со сливным каналом в гильзе. Остатки топлива, находящиеся над плунжером, начинают уходить на слив через осевой, радиальный и винтовой каналы в плунжере и сливной в гильзе. При опускании плунжера за счёт пружины открывается впускной канал, и объём над плунжером заполняется топливом от подкачивающего насоса.
Изменение количества подаваемого топлива к форсунке осуществляется поворотом плунжеров от рейки через всережимный регулятор. При повороте плунжера, если винтовой канал совпадёт со сливным раньше, то впрыснуто топлива будет меньше. При обратном повороте каналы совпадут позже, и впрыснуто топлива будет больше.
На некоторых ТНВД (например, ТНВД трактора Т-130) часть секций отключается на холостых оборотах, соответственно, отключается и часть цилиндров двигателя.

### Дополнительные агрегаты ТНВД
Муфта опережения впрыска — служит для изменения угла опережения впрыска в зависимости от оборотов. По принципу действия является механизмом, использующим центробежную силу. Устройство:
- Ведущая полумуфта.
- Ведомая полумуфта.
- Грузы.
- Стяжные пружины грузов.
- Опорные пальцы грузов

Принцип действия муфты следующий. При минимальных оборотах грузы за счёт пружин стянуты к центру и положение между муфтами является исходным, при этом угол опережения впрыска находится в пределах отрегулированного параметра. При увеличении оборотов центробежная сила в грузах возрастает и разводит их, преодолевая сопротивление пружин. При этом муфты поворачиваются относительно друг друга и угол опережения впрыска увеличивается.
Всережимный регулятор — служит для изменения количества подачи топлива в зависимости от режимов работы двигателя: запуск двигателя, увеличение/уменьшение оборотов, увеличение/уменьшение нагрузки, остановка двигателя. Устройство:
- Корпус.
- Крышки.
- Державка.
- Грузы.
- Муфта.
- Рычаги.
- Скоба-кулисы.
- Регулировочные винты.
- Оттяжные пружины.

Принцип действия регулятора следующий:
- Запуск двигателя: перед запуском рейка за счёт пружины находится в положении максимальной подачи топлива, поэтому при запуске в двигатель подаётся максимальное количество топлива. Это способствует быстрому запуску. Как только двигатель начнёт развивать обороты, и центробежная сила в грузах начнёт расти, они, преодолевая сопротивление пружин, начнут расходиться в стороны и внутренними своими рычагами давить на муфту, которая будет воздействовать на рычаг, а рычаг будет тянуть рейку в сторону уменьшения подачи топлива. Обороты установятся в соответствии с натягом пружин.
- Увеличение оборотов: при нажатии на педаль «газа» натягивается пружина, которая действует на рычаг рейки и муфту. Муфта и рейка смещается, при этом преодолевается центробежная сила в грузах. Рейка смещается в сторону увеличения подачи топлива, и обороты растут.
- Увеличение нагрузки — при увеличении нагрузки и неизменном положении педали «газа» обороты снижаются, центробежная сила в грузах тоже. Грузы складываются и дают возможность сместиться муфте, рычагу и рейке в сторону увеличения подачи топлива. При снижении нагрузки обороты начинают увеличиваться, центробежная сила в грузах тоже, грузы начинают расходиться и внутренними рычагами смещать муфту, рычаг и рейку в сторону уменьшения подачи топлива. Обороты при этом прекращают расти.
- Остановка двигателя — при остановке двигателя поворачивается скоба, кулиса скобы воздействует на рычаг, а рычаг — на рейку. Рейка перемещается настолько в сторону уменьшения подачи, что подача прекращается, и двигатель останавливается